# Barbara Hendricks
Barbara Anne Hendricks (29 de abril de 1952) é uma política alemã, membro do SPD. Em 17 de dezembro de 2013 prestou juramento como Ministra do Meio Ambiente, Proteção da Natureza e Segurança Nuclear da Alemanha.